# Conrado San Martín Prieto
Conrado San Martín Prieto (Higuera de las Dueñas, Ávila, 20 de febrer de 1921-Madrid, 24 d'abril de 2019) va ser un actor i productor cinematogràfic espanyol.

## Biografia
Abans d'iniciar la seva carrera com a actor es va dedicar a estudiar i a la boxa aficionada. El seu primer paper al cinema es remunta a 1941 en la pel·lícula Oro vil, d'Eduardo García Maroto. Va treballar en més de 90 pel·lícules. Va ser guardonat amb la Medalla d'Or de les Belles Arts que li va imposar Joan Carles I.
Al llarg de la dècada dels quaranta va compaginar teatre (en la Companyia de Cayetano Luca de Tena) i cinema, interpretant papers en clàssics com El fantasma y Doña Juanita (1944), de Rafael Gil, Los últimos de Filipinas (1945), d'Antonio Román, La princesa de los Ursinos (1947), de Luis Lucia, La Lola se va a los puertos (1947) o Locura de amor (1948), ambdues de Juan de Orduña.
El 1950 protagonitzà Mi adorado Juan, de Jerónimo Mihura, i Apartado de correos 1001, de Julio Salvador, un thriller de gran èxit en el seu moment, que li va permetre especialitzar-se en el gènere i posar-se al capdavant del repartiment de desenes de pel·lícules al llarg de la següent dècada, sota la direcció de Pedro Lazaga (La patrulla), Antonio Isasi-Isasmendi o Jesús Franco. Interpretà també Lo que nunca muere (1955), adaptació cinematogràfica del popular serial radiofònic de Guillermo Sautier Casaseca i Faustina (1957), de José Luis Sáenz de Heredia, entre d'altres.
Va crear la seva pròpia productora, Laurus Films. Més tard es va dedicar a les coproduccions i a més va intervenir en diversos spaghetti western treballant al costat d'Henry Fonda i Claudia Cardinale. Va realitzar bones interpretacions en produccions internacionals amb importants directors com Rei de reis (1961), de Nicholas Ray i El colós de Rodes (1961), de Sergio Leone.
Després de gairebé una dècada apartat de la interpretació (com a empresari va intervenir en la creació de Port Banús a Marbella) es va posar de nou davant les càmeres a la fi dels setanta, i des de llavors va compaginar la televisió (Juanita, la larga, 1982, Proceso a Mariana Pineda, 1984, Goya, 1985; Los jinetes del alba, 1990, Hermanos de leche, 1994-1995, etc.), amb el cinema (Asesinato en el Comité Central, 1982, de Vicente Aranda; Extramuros, 1985, de Miguel Picazo; Dragon Rapide, 1986, de Jaime Camino; A solas contigo, 1990, d'Eduardo Campoy, La mujer de mi vida, 2001, d'Antonio del Real, etc.). Als 80 anys va tornar al teatre a Madrid, demostrant el seu saber fer en l'obra (Doce hombres sin piedad, 2001).
A més de la Medalla d'Or de les Belles arts, va obtenir els premis del Cercle d'Escriptors Cinematogràfics (en 2003) i Fotogramas de Plata (1997), en tots dos casos pel conjunt de la seva carrera.

## Filmografia
- 1941 Oro vil
- 1942 Los misterios de Tánger
- 1945 Los últimos de Filipinas
- 1945 A los pies de usted
- 1945 Espronceda
- 1946 Chantaje
- 1947 Don Quijote de la Mancha: Segundo Caballero (no apareix als crèdits)
- 1947 La calumniada
- 1947 La Lola se va a los puertos: Marinero 2
- 1947 Fuenteovejuna: Caballero
- 1947 La princesa de los Ursinos: Capitán de frontera
- 1947 La nao Capitana: Soldado (no apareix als crèdits)
- 1947 Dulcinea: Soldado manco
- 1948 El verdugo
- 1948 Locura de amor: Hernán
- 1948 El huésped de las tinieblas: Casado
- 1948 El alarido
- 1948 Alhucemas: Abelardo Sánchez
- 1949  Despertó su corazón : Ricardo Fernández García
- 1949  En un rincón de España : Ian Eminowicz
- 1949  Siempre vuelven de madrugada : Andrés
- 1949  Pacto de silencio : Carlos Ferrer
- 1949  La manigua sin dios
- 1950  El señorito Octavio : Octavio
- 1950  La fuente enterrada : Doctor Vendrell
- 1950 Apartado de correos 1001: Miguel
- 1950 El pasado amenaza
- 1950 Un soltero difícil: Ramón de Almiñate
- 1950 Mi adorado Juan: Juan
- 1951  Duda: Enrique Villar / Payá
- 1952  La forastera : Andrés
- 1954  Relato policíaco : Inspector jefe
- 1954  La patrulla : Enrique
- 1954  El duende de Jerez : 'Burguillos', Duende de Jerez
- 1955  Sin la sonrisa de Dios : Ponte
- 1955  Contrabando : Henchman
- 1955 Lo que nunca muere: Carlos
- 1956  Pasión en el mar : Carmelo
- 1957 ... Y eligió el infierno
- 1957  Juanillo, papá y mamá: Eduardo
- 1957  Faustina : Capitán Guillermo Balder
- 1958  Pasión bajo el sol
- 1958  La rebelión de los gladiadores (no apareix als crèdits)
- 1958  Muchachas en vacaciones : Don Luis
- 1959  Las legiones de Cleopatra : Gotarzo (com Corrado Sanmartin)
- 1960  La rosa roja
- 1960  Nada menos que un arkángel: Paco
- 1960  Su desconsolada esposa : Antonio Retama Cantueso
- 1961  Rri de reis : General Pompey
- 1961  Los mercenarios : Capitán Lucio Di Rialto (com Corrado Sanmartin)
- 1961  El colós de Rodes : Tireo / Thar (com Conrado Sanmartin)
- 1962  Gritos en la noche: Inspector Tanner
- 1963  El duque Negro (César Borgia) : Riccardo Brancaleone
- 1964  Combate de gigantes : Mariner
- 1964 La muerte silba un blues: Alfred Pereira
- 1964  El puente de los suspiros : Capitán Altieri
- 1965  Cotolay : Juan de Florencia
- 1965  Plazo para morir : Duke Buchanan (com Conrado Sanmartin)
- 1965  Persecución a un espía : Comandant Luis Moreno
- 1966 Técnica de un espía: Otis
- 1966 ¡Qué noche, muchachos! : Teodoro
- 1967  Winchester Bill : Ted Shaw
- 1967 El cobra
- 1967 Los largos días de la venganza: Mr. Cobb
- 1969 Simón Bolívar: General José Antonio Fuentes
- 1969  Un hombre solo
- 1977  Vota a Gundisalvo : José Ufarte
- 1977  Curro Jiménez (TV) : Don Juan de Guzmán
- 1976  La menor
- 1971 Abaixa el cap, maleït!
- 1981  Toda una vida (TV) : Roque - Episodio #1.3 (1981) ... Roque - Episodio #1.2 (1981) ... Roque - Episodio #1.1 (1981) ... Roque
- 1982  Hablamos esta noche : Ballester
- 1982  Asesinato en el Comité Central : Santos
- 1982  Juanita la Larga (TV) : Don Paco
- 1983  La bestia y la espada mágica : Salom Jehuda
- 1983  Los desastres de la guerra (minisèrie TV): General Cuesta - Episodio #1.2 (1983) ... General Cuesta
- 1983  La conquista de la tierra perdida (Conquest) : Zora
- 1984  Proceso a Mariana Pineda (minisèrie TV) : Advocat Defensor
- 1984  Poppers : Álex (como Conrado San Martin)
- 1984  De mica en mica s'omple la pica : Romagosa
- 1984  Al este del oeste : Alcalde, Padre de Margaret (com Conrado San Martin)
- 1985  Marbella, un golpe de cinco estrellas : Juez
- 1985  A la pálida luz de la luna : Arturo (com Conrado San Martin)
- 1985 Extramuros
- 1985  Rèquiem per un camperol: Bisbe
- 1985  Goya (minisèrie TV) - La Cucaña (1985)
- 1985  La huella del crimen (sèrie TV) : President del Tribunal
- 1985  Un, dos, tres... ensaïmades i res més : José Mª López
- 1986 Dragón Rapide: Coronel Monóculo
- 1986  Tristeza de amor (sèrie TV)
- 1986 La monja alférez
- 1986  Segunda enseñanza (sèrie TV)
- 1987  La veritat oculta : Adrià Messeguer (com Conrado San Martin)
- 1987  Redondela
- 1988  Al acecho
- 1988  El último guateque II : Pare de Juan José
- 1988  Al filo del hacha
- 1988  Gallego
- 1989  Primera función (sèrie TV)
- 1989 Pedro I el Cruel: Conde Luna
- 1990  Superagentes en Mallorca : El Súper
- 1990  Los jinetes del alba (sèrie TV) : El médico
- 1990  Muerte a destiempo (sèrie TV)
- 1990  A solas contigo : Almirante La Huerta
- 1990  Boom Boom : Sr. Amat
- 1990 Brigada Central: Presidente
- 1991  El oro y el barro (sèrie TV) : Don Lucas de Madariaga - 92 episodios
- 1993  Cartas desde Huesca : Sesé
- 1994  Tiempos mejores : Llorens
- 1994  Los ladrones van a la oficina (sèrie TV)
- 1994-1995  Hermanos de leche (sèrie TV)
- 1995  Felicidades, Tovarich : Amigo del abuelo
- 1995  Dile a Laura que la quiero : López
- 1995  La regenta (minisèrie TV)
- 1994-1995 Canguros (sèrie TV) - Sí quiero, ¿o no? (1995) - Caído del cielo (1994)
- 1996 Juntas pero no revueltas (sèrie TV): Papuchi
- 1997 Kety no para (sèrie TV)
- 1997 La casa de los líos (sèrie TV): Estefan
- 1998 Una de dos (sèrie TV): Tío Jaime
- 2000 La ley y la vida (sèrie TV)
- 2000 Maestros
- 2000 Raquel busca su sitio (sèrie TV): Fabián
- 2001 La mujer de mi vida: Dionisio
- 2001 El paraíso ya no es lo que era: Padre Mª Ángeles
- 2002 Paraíso (sèrie TV): Enrique
- 2004 ¿Se puede? (sèrie TV)
- 2005 Un paso adelante (sèrie TV)
- 2008 La bella Otero (minisèrie TV): Raul, a Niça
- 2015 Vampyres: Marit

## Premis
Medalles del Cercle d'Escriptors Cinematogràfics
| Any  | Categoria       | Resultat  |
| ---- | --------------- | --------- |
| 2002 | Premi homenatge | Guanyador |

Fotogramas de Plata
| Any  | Categoria     | Resultat  |
| ---- | ------------- | --------- |
| 1996 | Tota una vida | Guanyador |